# Rodrigo Ruiz
Rodrigo Patricio Ruiz de Barbieri (Santiago, Chile; 10 de mayo de 1972) es un exfutbolista y entrenador chileno naturalizado mexicano. Jugaba de extremo y de volante por ambas bandas. El último equipo que entrenó fue el Club Deportivo Estudiantes Tecos de la Tercera División de México. Apodado El Pony por su gran velocidad a pesar de ser de estatura baja y por el color albo de su cabello. 
Sus principales cualidades fueron sus pases precisos, su potencia de pierna y su visión de campo. Poseedor de gran técnica, regate y habilidad para el uno contra uno. Pasador nato que dominaba ambos perfiles y ponía servicios exactos a sus compañeros. Fue traído a México por Alfredo Tena para el Puebla, cuando el Capitán Furia era entrenador de los poblanos. Posteriormente, a pesar de tener buenas actuaciones, fue transferido a los Toros Neza, del Estado de México, donde mostró su calidad por varias temporadas, para luego llegar al Club Santos Laguna en el Torneo Verano 2000 para hacer una gran carrera durante catorce torneos. En seis de ellos fue líder de asistencias de la liga. Fue pieza fundamental para la coronación de los «guerreros» en 2001, formando una pareja explosiva con Jared Borgetti, contribuyendo en gran medida a sus dos campeonatos de goleo. Posteriormente con Matías Vuoso, quien también presume un bicampeonato de goleo individual.
Considerado el mejor pasador en la historia de la Primera División de México. En México anotó 118 goles, además de 199 asistencias en 638 encuentros, para un total de 50,086 minutos disputados. Es considerado uno de los mejores futbolistas extranjeros que han llegado al fútbol de México en la década de los años 70 y 80 junto con Cabinho, José Saturnino Cardozo, Álex Aguinaga, Antonio Carlos Santos, Jorge Comas, Emilio Butrageño, Alberto Mario Jorge, Gabriel Caballero, Hernán Cristante, Osvaldo Castro, Miguel Calero y Carlos Reinoso.
Es el quinto futbolista con más encuentros disputados en la Primera División con 638 después de Oscar Pérez, Oswaldo Sánchez y Benjamín Galindo, siendo a la vez el futbolista extranjero con más participaciones.

## Biografía
Nació el 10 de mayo de 1972 en Santiago de Chile. Sus padres son Miguel Ruiz y Cecilia de Barbieri, quienes son sordomudos y le supieron apoyar en su carrera del fútbol y que él les pagó con entrega y amor a su profesión. La infancia la pasó en el barrio de San Miguel al lado de su familia, con las carencias normales.
Su abuelo Enrique Ruiz, le ordenó enrolarse en la cantera del Unión Española. Durante una tarde de entrenamiento, en su primera temporada con el Unión Española, su compañero, el argentino Mario Lucca, lo bautizó como el «Pony».
Actualmente se encuentra casado con Eliana de Ruiz, con quien tiene cuatro hijos: Christian, Andrea, Karla e Ivanna.
Después de su retiro, el Club Santos Laguna le organizó un homenaje con su propia estatua en el Estadio TSM Corona que lo distingue junto con Jared Borgetti como un «Guerrero inmortalizado» y además como «Guerrero de honor», que lo identifica como uno de los mejores futbolistas de la historia de la institución.

## Trayectoria

### Inicios
Empezó jugando en el barrio de San Miguel en una cancha de tierra. Después pasó a las Fuerzas Básicas del Unión Española, desde los nueve años de edad hasta su debut. En 1991 debutó por Regional Atacama de la Primera B chilena, donde llegó cedido en una operación anexa al traspaso de Marcelo Vega al conjunto hispano.
Debutó en Unión Española en 1992 de la mano del técnico uruguayo Nelson Acosta a los 20 años de edad, en un partido de Unión Española contra Cobreloa.
En junio de 1993 regresa al plantel del Club Unión Española, donde jugó 37 partidos y anotó 9 goles. Ganó dos Copa Chile y una Liguilla Pre-Libertadores 1993. Con la Unión Española disputó la Copa Libertadores de 1994, donde logró avanzar a la siguiente fase, incluso fueron eliminados en cuartos de final por el São Paulo de Brasil 5-4, en aquel certamen Ruiz convirtió una anotación.
En 1994, fue visto por el entrenador mexicano Alfredo Tena durante un partido amistoso contra el Real Madrid, y más tarde fue traído por él al Club Puebla de México.

#### Carrera en México y Puebla Fútbol Club
Llegó a México en la temporada 1994/95, al Club Puebla que en ese entonces era dirigido por Alfredo Tena. Debutó en la Primera División de México el 4 de diciembre de 1994 en el partido en que Puebla fue derrotado 4-0 por el Club Necaxa en el Estadio Cuauhtémoc. Instantáneamente se convirtió en pieza clave de los poblanos. Marcó su primer gol en México al minuto 49, tras un pase de Eduardo Córdoba, en el empate 1-1 frente a Correcaminos UAT. Aquella temporada disputó 33 encuentros, anotó en cuatro ocasiones y asistió siete veces. 
En la siguiente temporada (1995/96), disputó 32 partidos, marcó cuatro goles y asistió en dos ocasiones. El 12 de noviembre de 1995, en el estadio Azteca, cabe destacar que en la derrota del Puebla 1-0 ante Atlante, fue la segunda y la última expulsión que recibió el sudamericano en la liga mexicana, cuando en el minuto 6 fue sancionado con tarjeta roja directa, desde entonces no volvió a ser expulsado. A pesar de su gran nivel y rendimiento se confirmó su salida del club para la siguiente temporada.

#### Consolidación en Toros Neza
A mediados de 1996, se presentaron cambios de formato en el fútbol mexicano: se comenzaron a jugar dos torneos cortos por temporada, mismo tiempo en el que fue traspasado para el Torneo Invierno 1996 al Toros Neza, dónde se ganó el puesto titular de aquel gran plantel de Enrique Meza, un clásico equipo gitano, ya que así como ganaba por goleada, perdía también goleado, conformado por figuras como el Turco Antonio Mohamed, Germán Arangio, Pablo Larios, Miguel Herrera, Federico Lussenhoff, César Flores, Javier Saavedra, Guillermo Vázquez y Nidelson, Cesar.
Durante el Torneo de Invierno, Neza clasificó a la liguilla como octavo puesto, con gran labor ofensiva y carencías defensivas por parte del Atlante en cuartos de final los Toros vencieron por goleada en el marcador global 9-2 al líder de la clasificación, siendo Ruiz factor durante la eliminatoria marcando en ambos partidos, en semifinales, Santos Laguna derrotó 5-2 al club mexiquense con un 2'0 en Neza y 3-2 en Torreón. Mientras que en la copa, disputó todos los partidos y marcó cuatro goles, Neza logró superar la ronda grupal y avanzar a la semifinal en la cual vencieron 2-0 al C. D. Guadalajara. En la final copera, Toros Neza obtuvo el subcampeonato frente a Cruz Azul F. C. perdiendo 2-0. 
En el Torneo Verano 1997 conformó la tripleta más ofensiva del campeonato con Mohamed y Arangio, así se clasificó a la liguilla, en la cual vencieron 4-3 a Universidad Nacional y 4-3 a Necaxa en semifinales. A pesar de la gran ofensiva mostrada por Toros Neza lograron el subcampeonato de liga del Verano 1997, vencido por goleada histórica en el marcador global 7-2 ante el C. D. Guadalajara, el «pony» durante aquel torneo disputó todos los encuentros, anotó nueve goles, además dio ocho asistencias. 
Para la temporada 1997/98, participó en 37 partidos, anotó nueve goles y dio ocho asistencias. A pesar de la irregularidad durante el Torneo Invierno 1997, clasificaron a la liguilla por tercera ocasión consecutiva, contra León fueron vencidos 6-4, en ambos partidos el «Pony» anotó. En el Torneo Verano 1998 los mexiquenses clasificaron a repechaje ante América, y perdieron el boleto a la liguilla 6-3, en el partido de ida Ruiz abrió el marcador comenzando el partido al minuto 1, pero los «azulcremas» remontaron 2-1 y en la vuelta triunfaron por 4-2.
Mientras que en la temporada 1998/99 encaró 33 partidos, marcó nueve goles y asistió en ocho ocasiones. Ruiz permaneció hasta el Torneo de Invierno 1999, en aquel torneo disputó 16 encuentros, no marcó ningún gol y dio cuatro asistencias. En aquella época, Toros Neza tenía problemas de descenso y económicos, debido a aquello fue vendido a Santos Laguna. En disputó un total de 142 partidos, marcó 36 goles, y dio 33 asistencias, convirtiéndose en uno de los tres máximos referentes de Toros Neza en la época junto con Antonio Mohamed y Germán Arangio.

#### Primera etapa en Santos Laguna
En 2000 fue transferido al Club Santos Laguna, donde dio el máximo rendimiento de su carrera con 80 asistencias y 65 goles y dos títulos, ha sido el jugador más carismático y fue uno de los futbolistas más destacados durante la década de 2000. En el Torneo Verano 2000, tras su incorporación a la institución se convirtió en un elemento clave y en pasador del delantero mexicano, Jared Borgetti, con quien formó una histórica dupla. Ruiz participó en 18 encuentros y marcó dos goles, sin embargo durante la liguilla en el partido de ida de cuartos de final frente a Monarcas Morelia, el defensa central Heriberto Morales le propició una fuerte entrada que lo dejó inhábil el resto del torneo, sin embargo el club avanzó a semifinales, venciendo 2-1 al Club Universidad Nacional, pero sin ofensiva en la final contra Toluca fue vencido por 7-1 de forma contundente, Santos logró el subcampeonato. 
Para el Torneo Invierno 2000, el club «albiverde» volvió a clasificar a la liguilla como sexto lugar, el chileno jugó 17 partidos, marcó un gol y dio un pase asistente, aquel torneo, Santos Laguna venció 4-3 a Necaxa en cuartos y avanzó a semifinales, donde Morelia los eliminó 3-2. Para el Torneo Verano 2001 formó con Jared Borgetti una «dupla explosiva» y por ende la mejor ofensiva de la liga, disputó 22 juegos (ausentándose únicamente en uno), anotó cuatro goles y asistió siete veces. 
El 15 de abril de 2001 marcó un gol olímpico al minuto 23, en el partido de la fecha 16 en que Santos derrotó 5-0 al León F. C. en el Estadio Corona. En cuartos de final los «laguneros» vencieron 7-2 a los Tecos de la UAG luego de vencer tanto en la ida por 3-2 y en Torreón por 4-0, Rodrigo fue determinante en la semifinal de vuelta contra Puebla F. C., debido a que antes de finalizar el primer lapso del partido anotó el 2-1 con el que Santos avanzó empatando el marcador global por 6-6 a la final contra C. F. Pachuca, en la ida en el estadio Hidalgo fue derrotado los «tuzos» por 2-1 con goles de Sergio Santana y Pedro Pineda por penal, pero una victoria santista de 3-1 con anotaciones de Borgeti, Trujillo y Róbson en Torreón le dieron al sudamericano por primera y única ocasión un título de liga mexicana, siendo un elemento relevante en aquel plantel de Fernando Quirarte, como fruto del campeonato el club se clasificó a la Copa de Campeones de la Concacaf de 2002.
En la temporada 2001/02, Ruiz formó parte en 44 disputas, marcó nueve goles y dio trece pases para gol. Con una gran plantilla que lideró Ruiz con cinco goles y cuatro asistencias y el delantero Jared Borgetti, Santos Laguna fue la mejor ofensiva del torneo, y así como objetivo buscar lograr el bicampeonato y defender el título obtenido el semestre anterior, a pesar de avanzar en octavo puesto a la liguilla, no pudieron defender el cetro ante Tigres de la UANL. En el Torneo Verano 2002, Ruiz fue el líder de asistencias de la liga, disputó todos los encuentros y marcó cuatro goles, Santos Laguna nuevamente como en el torneo anterior fue la mejor ofensiva y alcanzó a la liguilla en cuarto lugar, triunfando 3-3 ante Atlas e inclusive avanzar hasta la fase de semifinales, donde Necaxa venció 1:0. Los «verdiblancos» durante la temporada disputaron su primer torneo en Sudamérica, la Copa Merconorte de 2001, certamen en el que finalizaron en primer lugar de su grupo y en semifinales fueron vencidos por Emelec de Ecuador en penales, Ruiz formó parte en siete presentaciones, anotando en una ocasión. También se disputó la Copa de Concacaf de 2002, durante el certamen jugó únicamente dos partidos, a costa de vencer al Tauro F. C. de Panamá se logró avanzar a semifinales, Santos fue vencido por Kansas City de la MLS 3-2, en la ida fue victoria de 2-1 y en la vuelta los «wizards» remontaron con un 2-0.
En la temporada 2002/03, disputó 42 partidos, anotó ocho goles y dio diecisiete asistencias. En una muy irregular campaña durante el Torneo Apertura 2002, Santos Laguna logró avanzar a la liguilla como octavo lugar, en cuartos de final venció por 5:4 al Club América, y Rodrigo tuvo su participación destacada en el partido de ida marcando un doblete para el empate de 3-3 en el estadio Corona, en la vuelta los «guerreros» derrotaron 2-1 a la «águilas» en el estadio Azteca. En semifinales, Toluca acabó con las posibilidades de ganar la liga derrotando al club 7-4. Mientras que en el Torneo Clausura 2003, el equipo lagunero, pese a tener un gran rendimiento se quedó a la orilla de clasificar a la fase final finalizando en la novena posición, por diferencia de goles ante Guadalajara.
En la temporada 2003/04, jugó 39 encuentros, marcó diez anotaciones y asistió 15 veces. En el Torneo Apertura 2003, Ruiz junto con Borgetti y con la llegada del argentino Matías Vuoso, formaron un «tridente» efectivo aquel torneo en el que la institución del Santos cumplió su vigésimo aniversario. Aquel torneo finalizaron como la mejor ofensiva nuevamente, sin embargo, el C. F. Atlante venció en cuartos de final a los guerreros por 5-3 luego de perder 3-1 en Neza y empatar a dos tantos en la vuelta. En contraste, en el Torneo Clausura 2004, no se clasificaron. Santos Laguna ganó la InterLiga de 2004, venciendo 4-3 al Atlas desde los once pasos y así los verdiblancos clasificaron por primera en su historia a la Copa Libertadores. En aquel certamen de 2004, Ruiz tuvo un gran rendimiento, así que con un gran trabajo, Santos concluyó la fase de grupos invicto, clasificando a la siguiente ronda siendo eliminados polémicamente por River Plate. 
Tras la polémica del vídeo escándalo de Carlos Ahumada Kurtz, y los problemas internos de la institución santista, junto con la salida de Jared Borgetti y otros elementos con sueldo elevado a mediados de 2004, la labor ofensiva caería únicamente en Rodrigo Ruiz y en Vuoso, con quién formó una gran ofensiva que culminó con el bicampeonato de goleo del argentino en ambos torneos de 2005.
En la temporada 2004/05, disputó 36 cotejos, anotó en 7 ocasiones y dio 13 asistencias. Durante el Torneo Apertura 2004, el chileno no convirtió ni una vez, siendo su primer torneo en México en el que no logró anotar, disputó todos los partidos, pero a Santos no alcanzó avanzar a la siguiente fase. En contraste con el Torneo Clausura 2005, en el cual disputó todos sus encuentros, marcó siete goles y fue líder en asistencias con diez, en aquel torneo el equipo verde avanzó a cuartos de final, donde enfrentó al Club América, quien eliminó a los guerreros empatando el marcador global por 2-2, Ruiz marcó en el partido de vuelta; además contribuyó al campeonato de goleo de Matías Vuoso.
En mayo de 2005, junto con los paraguayos José Saturnino Cardozo y Darío Verón, se convirtieron en los refuerzos del C. F. Pachuca con el fin de fortalecerlo en la Copa Libertadores del mismo año. En el certamen sudamericano Pachuca ya se había clasificado a la fase final, sin embargo fueron eliminados en octavos de final frente al Club Deportivo Guadalajara por 4-2, el chileno asistió a Jaret Borgetti en el partido de ida a para el gol de la ventaja, a pesar de que los «rojiblancos» alcanzaron a empatar, ya en la vuelta en Guadalajara, los hidalguenses sucumbieron 3-1.

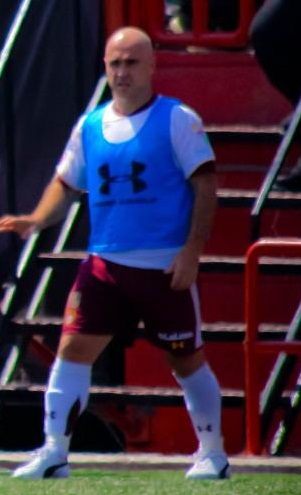
Rodrigo Ruiz en el Club Deportivo Estudiantes Tecos.

En la temporada 2005/06, una época de crisis entró a la institución santista, a pesar de todo, Rodrigo jugó todos los partidos, anotó trece goles, y dio ocho asistencias. En el Torneo Apertura 2005, formó una dupla con Matías Vuoso como el semestre anterior, anotando nueve goles y contribuyendo con pases para gol, a pesar de que el club no volvió a clasificar a las finales. En 2006, se convirtió en uno de los más oscuros en la historia de Santos, y entonces fue cuando el «pony Ruiz» aportó a la institución. El 31 de agosto de ese año anotó su centésimo gol en primera división en el empate 1-1 ante Universidad Nacional al minuto 12 en el estadio Corona. Fue entonces que a finales de 2006, Grupo Modelo rescató a Santos Laguna, que requería de una reestructuración, por lo que el chileno no entró en planes de la nueva directiva y se confirmó su polémica salida de la institución.

#### Tecos de la UAG
En enero de 2007, Ruiz fue fichado por los Tecos de la UAG. En el cual fue uno de los jugadores clave del equipo, jugó los torneos clausura y apertura 2007 y después fue cedido en préstamo al C.D. Veracruz, en el Torneo Clausura 2008, que se encontraba en problemas de desscenso. y luego descendió a la Liga de ascenso con Miguel Herrera como técnico. El 18 de febrero de 2008 cumplió 500 encuentros de liga venciendo 3-0 a Tigres.
Después regresó para el Torneo Apertura 2008 a Tecos, en el cual de nueva cuenta se proclamó como el mejor pasador de la liga mexicana. Llevó consigo el segundo lugar de la InterLiga 2010, convirtiéndose junto con el paraguayo Salvador Cabañas en el máximo goleador de la presente edición del torneo y clasificar a la Copa Libertadores. En el mismo año, una vez más participó en la Copa Libertadores, disputó la primera fase ante el Club Juan Aurich de Perú, perdiendo 2-0 y 2-1 ambos partidos, finalizando la participación de los Estudiantes en el torneo, además salió de club para el Torneo Bicentenario 2010.

#### Segunda etapa en Santos Laguna y retiro
Posteriormente regresó al Club Santos Laguna para el Torneo Apertura 2010 y el Torneo Clausura 2011. Durante su segunda etapa en el club lagunero tuvo un papel de suplente, en la liga participó en un total 25 encuentros sin marcar gol y sin asistir, sin embargo tuvo mayor participación en la Concacaf Liga Campeones, en aquella competición marcó tres anotaciones en diez partidos y marcó tres asistencias. El 25 de febrero de 2011, disputó su partido 600 en liga mexicana en la derrota de 1-0 ante Necaxa en el Estadio Victoria, siendo los «rayos» precisamente el rival con el que debutó en México. Tras quedar como subcampeón de liga en el Apertura 2010 y la no clasificación del club en el Clausura 2011, confirmó su salida del Santos Laguna y se convirtió en el jugador extranjero con más partidos en el club con 328, con 65 anotaciones y 80 asistencias, el extranjero que más apariciones concretó, y el mayor asistente en la primera división mexicana.
En diciembre de 2010, anunció su retiro a partir del verano de 2011, pero más tarde cambió de opinión y por segunda vez en su carrera firmó con los renombrados Tecos de la UAG a Club Deportivo Estudiantes Tecos, club que en el Torneo Clausura 2012 perdió su permanencia en primera división y allí en liga de ascenso permaneció hasta el Torneo Clausura 2013, también disputó 29 encuentros en el ascenso MX y seis en la Copa MX, que había sido retomada desde 1996. El 7 de junio de 2013 anunció su retiro de las canchas de forma definitiva después de 23 años como futbolista profesional.

#### Actualidad
En marzo de 2016, fue presentado como refuerzo del Club Deportivo Altotonga, dicho club  oriundo de la ciudad de Altotonga, Veracruz, México, que actualmente compite para obtener su bicampeonato de la liga regional "4 de octubre".

### Como entrenador

#### Estudiantes Tecos
Tras terminar sus estudios, C. D. Estudiantes Tecos, que resurgía en tercera división lo decidió contratar como nuevo técnico con el objetivo de sacar adelante al club.

#### Irritilas F.C.
Después de algunos años de inactividad, y en busca de poder dirigir algún equipo; Rodrigo "El Pony" Ruiz, entra a negociaciones con los dueños del club de fútbol Irritilas, quienes tienen su sede en la ciudad coahuliense de San Pedro. Tras intensas semanas de estar negociando, finalmente Rodrigo se convierte en el entrenador y director técnico del club Irritilas. 
En su primer torneo como entrenador logró llegar hasta octavos de final en la tercera división del fútbol mexicano. Teniendo muy buenos resultados siendo el primer torneo del club.

## Selección nacional

### Selección juvenil
Fue nominado a la selección sub-20 para el Sudamericano Sub-20 de 1991, quedando eliminado en primera ronda.

#### Participaciones en sudamericanos
| Torneo                      | Sede      | Resultado    |
| --------------------------- | --------- | ------------ |
| Sudamericano Sub-20 de 1991 | Venezuela | Primera fase |

### Selección adulta
El 8 de septiembre de 1993, debutó con la selección de fútbol de Chile ante España. En el cual su equipo fue derrotado por 2-0 en Alicante.
Por motivos de centésimo aniversario del fútbol chileno en 1995, el país organizó un torneo amistoso llamado «Copa Centenario del Fútbol chileno» en el cual participaron el anfitrión, Paraguay, Turquía y Nueva Zelanda. Ruiz disputó el primer partido ante los neozelandeses, la selección chilena se impuso por 3-1 con gol de Rodrigo. También participó en el partido ante Paraguay, el cual su equipo perdió por 1-0.
Además disputó un partido las eliminatorias a la Copa Mundial de Francia 1998 en la derrota de 1-0 ante Uruguay, el 20 de agosto de 1997 en Montevideo.
Fue convocado por Pedro García en un partido amistoso ante Honduras, partido en que su selección sucumbió por 3-1. Para la clasificación rumbo a Corea del Sur y Japón 2002, únicamente disputó la derrota de 3-1 ante Perú en Lima, disputó 24 minutos de encuentro, siendo su último partido como seleccionado de «La Roja». Tras ser nominado para el siguiente partido ante Paraguay, Ruiz renunció a la convocatoria.
Para las clasificación rumbo a Alemania 2006, dado el gran nivel mostrado por Ruiz, se rumoreó con su posible convocatoria a la selección por parte de Juvenal Olmos, más Ruiz mantuvo su negativa jugar de nuevo por Chile.

#### Participaciones en Copa América
Participó en la Copa América de Uruguay de 1995, en la cual disputó solo un encuentro, debutó en la derrota de 4-0 ante Argentina en la fase de grupos.
| Copa              | Sede    | Resultado    | PJ | Goles |
| ----------------- | ------- | ------------ | -- | ----- |
| Copa América 1995 | Uruguay | Primera fase | 1  | 0     |

#### Participaciones en Eliminatorias mundialistas
| Eliminatorias                    | Resultado   | PJ | Goles |
| -------------------------------- | ----------- | -- | ----- |
| Clasificatorias Francia 1998     | Clasificado | 1  | 0     |
| Clasificatorias Corea-Japón 2002 | Eliminado   | 1  | 0     |

## Estadísticas

### Clubes
| Club | Div.          | Temporada     | Liga | Liga | Liga | Copas Nacionales(1) | Copas Nacionales(1) | Copas Nacionales(1) | Torneos Internacionales(2) | Torneos Internacionales(2) | Torneos Internacionales(2) | Total | Total | Total | Media goleadora |
| Club | Div.          | Temporada     | PJ   | G    | A    | PJ                  | G                   | A                   | PJ                         | G                          | A                          | PJ    | G     | A     | Media goleadora |
| --- | ------------- | ------------- | ---- | ---- | ---- | ------------------- | ------------------- | ------------------- | -------------------------- | -------------------------- | -------------------------- | ----- | ----- | ----- | --------------- |
| Unión Española Chile |               |               |      |      |      |                     |                     |                     |                            |                            |                            |       |       |       |                 |
| 1.ª | 1992          | 16            | 2    | ?    | -    | -                   | -                   | -                   | -                          | -                          | 16                         | 2     | ?     | 0.13  |                 |
| 1.ª | 1993          | 34            | 6    | ?    | ?    | 3                   | ?                   | -                   | -                          | -                          | 34                         | 9     | ?     | 0.26  |                 |
| 1.ª | 1994          | 8             | 3    | ?    | ?    | 2                   | ?                   | 9                   | 1                          | ?                          | 17                         | 6     | ?     | 0.35  |                 |
| Total club | Total club    | 58            | 11   | ?    | ?    | 5                   | ?                   | 9                   | 1                          | ?                          | 67                         | 17    | ?     | 0.22  |                 |
| Puebla F. C. México |               |               |      |      |      |                     |                     |                     |                            |                            |                            |       |       |       |                 |
| 1.ª | 1994-95       | 33            | 4    | 7    | 2    | -                   | -                   | -                   | -                          | -                          | 35                         | 4     | 7     | 0.11  |                 |
| 1.ª | 1995-96       | 32            | 6    | 2    | -    | -                   | -                   | -                   | -                          | -                          | 32                         | 6     | 2     | 0.19  |                 |
| Total club | Total club    | 65            | 10   | 9    | 2    | 0                   | 0                   | 0                   | 0                          | 0                          | 67                         | 10    | 9     | 0.15  |                 |
| Toros Neza F. C. México |               |               |      |      |      |                     |                     |                     |                            |                            |                            |       |       |       |                 |
| 1.ª | 1996-97       | 46            | 14   | 12   | 10   | 4                   | -                   | -                   | -                          | -                          | 56                         | 18    | 12    | 0.32  |                 |
| 1.ª | 1997-98       | 37            | 9    | 8    | -    | -                   | -                   | -                   | -                          | -                          | 37                         | 9     | 8     | 0.24  |                 |
| 1.ª | 1998-99       | 33            | 9    | 9    | -    | -                   | -                   | -                   | -                          | -                          | 33                         | 9     | 9     | 0.27  |                 |
| 1.ª | 1999          | 16            | -    | 4    | -    | -                   | -                   | -                   | -                          | -                          | 16                         | -     | 4     | 0     |                 |
| Total club | Total club    | 132           | 32   | 33   | 10   | 4                   | 0                   | 0                   | 0                          | 0                          | 142                        | 36    | 33    | 0.25  |                 |
| C. Santos Laguna México |               |               |      |      |      |                     |                     |                     |                            |                            |                            |       |       |       |                 |
| 1.ª | 2000          | 18            | 2    | 1    | -    | -                   | -                   | -                   | -                          | -                          | 18                         | 2     | 1     | 0.11  |                 |
| 1.ª | 2000-01       | 39            | 5    | 8    | -    | -                   | -                   | -                   | -                          | -                          | 39                         | 5     | 8     | 0.13  |                 |
| 1.ª | 2001-02       | 44            | 9    | 13   | -    | -                   | -                   | 9                   | 1                          | -                          | 53                         | 10    | 13    | 0.19  |                 |
| 1.ª | 2002-03       | 42            | 8    | 17   | -    | -                   | -                   | -                   | -                          | -                          | 42                         | 8     | 17    | 0.19  |                 |
| 1.ª | 2003-04       | 39            | 10   | 19   | 4    | 1                   | 2                   | 8                   | -                          | 1                          | 51                         | 11    | 22    | 0.22  |                 |
| 1.ª | 2004-05       | 36            | 7    | 21   | 3    | 1                   | 2                   | -                   | -                          | -                          | 39                         | 8     | 23    | 0.21  |                 |
| 1.ª | 2005-06       | 34            | 13   | 20   | -    | -                   | -                   | -                   | -                          | -                          | 34                         | 13    | 20    | 0.38  |                 |
| 1.ª | 2006          | 17            | 5    | 7    | -    | -                   | -                   | -                   | -                          | -                          | 17                         | 5     | 7     | 0.29  |                 |
| 1.ª | 2010-11       | 25            | -    | 2    | -    | -                   | -                   | 10                  | 3                          | 3                          | 35                         | 3     | 5     | 0.09  |                 |
| Total club | Total club    | 294           | 59   | 108  | 7    | 2                   | 4                   | 27                  | 4                          | 4                          | 328                        | 65    | 116   | 0.2   |                 |
| C. F. Pachuca México |               |               |      |      |      |                     |                     |                     |                            |                            |                            |       |       |       |                 |
| 1.ª | 2005          | -             | -    | -    | -    | -                   | -                   | 2                   | -                          | 1                          | 2                          | -     | 1     | 0     |                 |
| Total club | Total club    | 0             | 0    | 0    | 0    | 0                   | 0                   | 2                   | 0                          | 1                          | 2                          | 0     | 1     | 0     |                 |
| C. D. Estudiantes Tecos México |               |               |      |      |      |                     |                     |                     |                            |                            |                            |       |       |       |                 |
| 1.ª | 2007          | 18            | 2    | 7    | 3    | -                   | 2                   | -                   | -                          | -                          | 21                         | 2     | 9     | 0.1   |                 |
| 1.ª | 2007          | 12            | -    | 1    | -    | -                   | -                   | -                   | -                          | -                          | 12                         | 0     | 1     | 0     |                 |
| 1.ª | 2008-09       | 37            | 7    | 14   | 3    | -                   | -                   | -                   | -                          | -                          | 40                         | 7     | 14    | 0.18  |                 |
| 1.ª | 2009-10       | 33            | 5    | 14   | 4    | 4                   | 2                   | 2                   | -                          | 1                          | 39                         | 9     | 17    | 0.23  |                 |
| 1.ª | 2011-12       | 30            | 1    | 8    | -    | -                   | -                   | -                   | -                          | -                          | 30                         | 1     | 8     | 0.03  |                 |
| 2.ª | 2012-13       | 29            | 1    | -    | 7    | 1                   | 3                   | -                   | -                          | -                          | 36                         | 2     | 3     | 0.06  |                 |
| Total club | Total club    | 159           | 16   | 45   | 17   | 5                   | 7                   | 2                   | 0                          | 1                          | 178                        | 21    | 53    | 0.12  |                 |
| C. D. Veracruz México |               |               |      |      |      |                     |                     |                     |                            |                            |                            |       |       |       |                 |
| 1.ª | 2008          | 17            | 2    | 6    | -    | -                   | -                   | -                   | -                          | -                          | 17                         | 2     | 6     | 0.12  |                 |
| Total club | Total club    | 17            | 2    | 6    | 0    | 0                   | 0                   | 0                   | 0                          | 0                          | 17                         | 2     | 6     | 0.12  |                 |
| Total carrera | Total carrera | Total carrera | 725  | 130  | 200  | 35                  | 16                  | 11                  | 40                         | 5                          | 6                          | 800   | 151   | 217   | 0.19            |
| (1)Incluye datos de la Copa Chile, Copa México e InterLiga (2)Incluye datos de la Concacaf Liga de Campeones, SuperLiga Norteamericana, Copa Merconorte y Copa Libertadores |               |               |      |      |      |                     |                     |                     |                            |                            |                            |       |       |       |                 |

### Selección nacional
| Selección     | Año           | Amistosos | Amistosos | Amistosos | Eliminatorias | Eliminatorias | Eliminatorias | Copa América | Copa América | Copa América | Total | Total | Total | Media goleadora |
| Selección     | Año           | PJ        | G         | A         | PJ            | G             | A             | PJ           | G            | A            | PJ    | G     | A     | Media goleadora |
| ------------- | ------------- | --------- | --------- | --------- | ------------- | ------------- | ------------- | ------------ | ------------ | ------------ | ----- | ----- | ----- | --------------- |
| Absoluta      | 1993          | 1         | 0         | 0         | -             | -             | -             | 0            | 0            | 0            | 2     | 0     | 0     | 0               |
| Absoluta      | 1995          | 2         | 1         | 0         | -             | -             | -             | 1            | 0            | 0            | 3     | 1     | 0     | 0.33            |
| Absoluta      | 1997          | 0         | 0         | 0         | 1             | 0             | 0             | -            | -            | -            | 1     | 0     | 0     | 0               |
| Absoluta      | 2001          | 1         | 0         | 0         | 1             | 0             | 0             | -            | -            | -            | 2     | 0     | 0     | 0               |
| Absoluta      | Total         | 4         | 1         | 0         | 2             | 0             | 0             | 1            | 0            | 0            | 7     | 1     | 0     | 0.14            |
| Total carrera | Total carrera | 4         | 1         | 0         | 2             | 0             | 0             | 1            | 0            | 0            | 7     | 1     | 0     | 0.14            |

#### Detalle de partidos
| \| N.º \| Fecha \| Sede \| Local \| Res. \| Visitante \| Goles \| Min. \| Competición \| \| \| ----- \| ----------------------- \| -------------------------------------------------------- \| ---------- \| ---- \| ------------- \| ----- \| ---- \| ------------------------------- \| \| \| 1 \| 8 de septiembre de 1993 \| Estadio José Rico Pérez, Alicante, España \| España \| 2-0 \| Chile \| \| 20' \| Amistoso \| \| \| 2 \| 18 de junio de 1995 \| Estadio Regional, Antofagasta, Chile \| Chile \| 3-1 \| Nueva Zelanda \| 68' \| 85' \| Copa Centenario \| \| \| 3 \| 19 de junio de 1995 \| Estadio La Portada, La Serena, Chile \| Chile \| 0-1 \| Paraguay \| \| 45' \| Copa Centenario \| \| \| 4 \| 11 de julio de 1995 \| Estadio Parque Artigas, Paysandú, Uruguay \| Argentina \| 4-0 \| Chile \| \| 45' \| Copa América 1995 \| \| \| 5 \| 20 de agosto de 1997 \| Estadio Centenario, Montevideo, Uruguay \| Uruguay \| 1-0 \| Chile \| \| 9' \| Clasificación Copa Mundial 1998 \| \| \| 6 \| 21 de marzo de 2001 \| Estadio Olímpico Metropolitano, San Pedro Sula, Honduras \| Honduras \| 3-1 \| Chile \| \| 37' \| Amistoso \| \| \| 7 \| 27 de marzo de 2001 \| Estadio Nacional de Lima, Lima, Perú \| Perú \| 3-1 \| Chile \| \| 24' \| Clasificación Copa Mundial 2002 \| \| \| Total \| Total \| Total \| Presencias \| 7 \| Goles \| 1 \| \| \| \| |                         |                                                          |            |      |               |       |      |                                 |  |
| N.º | Fecha                   | Sede                                                     | Local      | Res. | Visitante     | Goles | Min. | Competición                     |  |
| 1 | 8 de septiembre de 1993 | Estadio José Rico Pérez, Alicante, España                | España     | 2-0  | Chile         |       | 20'  | Amistoso                        |  |
| 2 | 18 de junio de 1995     | Estadio Regional, Antofagasta, Chile                     | Chile      | 3-1  | Nueva Zelanda | 68'   | 85'  | Copa Centenario                 |  |
| 3 | 19 de junio de 1995     | Estadio La Portada, La Serena, Chile                     | Chile      | 0-1  | Paraguay      |       | 45'  | Copa Centenario                 |  |
| 4 | 11 de julio de 1995     | Estadio Parque Artigas, Paysandú, Uruguay                | Argentina  | 4-0  | Chile         |       | 45'  | Copa América 1995               |  |
| 5 | 20 de agosto de 1997    | Estadio Centenario, Montevideo, Uruguay                  | Uruguay    | 1-0  | Chile         |       | 9'   | Clasificación Copa Mundial 1998 |  |
| 6 | 21 de marzo de 2001     | Estadio Olímpico Metropolitano, San Pedro Sula, Honduras | Honduras   | 3-1  | Chile         |       | 37'  | Amistoso                        |  |
| 7 | 27 de marzo de 2001     | Estadio Nacional de Lima, Lima, Perú                     | Perú       | 3-1  | Chile         |       | 24'  | Clasificación Copa Mundial 2002 |  |
| Total | Total                   | Total                                                    | Presencias | 7    | Goles         | 1     |      |                                 |  |

| Selección chilena | Selección chilena | Selección chilena |
| Año               | Partidos          | Goles             |
| ----------------- | ----------------- | ----------------- |
| 1993              | 1                 | 0                 |
| 1995              | 3                 | 1                 |
| 1997              | 1                 | 0                 |
| 2001              | 2                 | 0                 |
| Total             | 7                 | 1                 |

### Resumen estadístico
| División                   | Partidos | Goles | Asistencias | Promedio |
| -------------------------- | -------- | ----- | ----------- | -------- |
| Primera División de Chile  | 58       | 11    | ?           | 0.19     |
| Primera División de México | 638      | 118   | 200         | 0.18     |
| Liga de Ascenso de México  | 29       | 1     | 0           | 0.03     |
| Copas nacionales           | 35       | 16    | 11          | 0.46     |
| Copas internacionales      | 40       | 5     | 6           | 0.13     |
| Selección Chilena          | 7        | 1     | 0           | 0.14     |
| Total                      | 807      | 152   | 217         | 0.19     |

## Palmarés

### Campeonatos nacionales
| Título           | Club           | País   | Año  |
| ---------------- | -------------- | ------ | ---- |
| Copa Chile       | Unión Española | Chile  | 1992 |
| Copa Chile       | Unión Española | Chile  | 1993 |
| Primera División | Santos Laguna  | México | 2001 |

### Otros Campeonatos nacionales
| Título                    | Club               | País   | Año  |
| ------------------------- | ------------------ | ------ | ---- |
| Liguilla Pre-Libertadores | Unión Española     | Chile  | 1993 |
| InterLiga                 | Club Santos Laguna | México | 2004 |

### Distinciones individuales
| Distinción                                            | Año           |
| ----------------------------------------------------- | ------------- |
| Máximo asistente de la Primera División de México     | Verano 1997   |
| Máximo asistente de la Primera División de México     | Verano 2001   |
| Máximo asistente de la Primera División de México     | Verano 2002   |
| Máximo asistente de la Primera División de México     | Apertura 2002 |
| Máximo asistente de la Primera División de México     | Clausura 2003 |
| Máximo asistente de la Primera División de México     | Apertura 2003 |
| Máximo asistente de la Primera División de México     | Clausura 2005 |
| Máximo asistente de la Primera División de México     | Apertura 2008 |
| Goleador del Torneo InterLiga                         | 2010          |
| Miembro del Salón de la Fama del Fútbol Internacional | 2023          |